# انیا اشنایدرهاینزه-اشتوکل
انیا اشنایدرهاینزه-اشتوکل (انگلیسی: Anja Schneiderheinze-Stöckel؛ زادهٔ ۸ آوریل ۱۹۷۸) ورزشکار بابسلد اهل آلمان بود.
وی در مسابقات کشوری و بین‌المللی در مجموع برندهٔ ۷ مدال طلا، ۶ مدال نقره شده‌است.